# Saint-Geneys-près-Saint-Paulien
Saint-Geneys-près-Saint-Paulien is een gemeente in het Franse departement Haute-Loire (regio Auvergne-Rhône-Alpes) en telt 254 inwoners (1999). De plaats maakt deel uit van het arrondissement Le Puy-en-Velay.

## Geografie
De oppervlakte van Saint-Geneys-près-Saint-Paulien bedraagt 16,2 km², de bevolkingsdichtheid is 15,7 inwoners per km².
De onderstaande kaart toont de ligging van Saint-Geneys-près-Saint-Paulien met de belangrijkste infrastructuur en aangrenzende gemeenten.

## Demografie
Onderstaande figuur toont het verloop van het inwonertal (bron: INSEE-tellingen).